# Oberdorla
Oberdorla este o comună din landul Turingia, Germania.